# La Perica
La Perica és una obra de Palafrugell (Baix Empordà) protegida com a Bé Cultural d'Interès Local.

## Descripció
Casal de grans dimensions de dues i tres plantes. A la planta baixa hi ha arcades de mig punt i les finestres són allargades. La coberta és de teula àrab. Els murs han estat remolinats i pintats.
Són d'interès les dependències i elements arquitectònics de l'entorn.